# Ольмезов, Мурадин Муссаевич
Муради́н Мусса́евич Ольме́зов (карач.-балк. Ёлмезланы Муссаны жашы Мурадин, род. 20 марта 1949, с. Эрназар Талды-Курганской области Казахской ССР) — балкарский поэт, драматург, прозаик и переводчик. Состоит в Союзе писателей России, Союзе российских писателей, Союзе писателей 21 века и Клубе писателей Кавказа Архивная копия от 20 декабря 2014 на Wayback Machine. Живёт в Нальчике.

## Биография
Мурадин Ольмезов родился в с. Эрназар, в Казахской ССР, куда его семья была депортирована в 1944 году. После реабилитации балкарцев в 1958 г. переехал вместе с семьей на родину, в Кабардино-Балкарию.
Окончил Литературный институт им. Горького в Москве.
Николай Старшинов, лауреат Государственной премия РСФСР имени М. Горького (1984), отозвался о творчестве Ольмезова так:
У Мурадина Ольмезова есть все, что необходимо поэту, — знание жизни, острое зрение, мысль, чувство. В стихах его есть и национальный колорит, и широта взгляда на мир, лежащий за границами малой родины. Я очень рад тому, что познакомился с интересным поэтом, работающим серьезно и добротно.

ЦИТАТЫ О ТВОРЧЕСТВЕ М. ОЛЬМЕЗОВА
    Молодой поэт Мурадин Ольмезов, несомненно, является одним из самых талантливых в молодой поросли балкарских литераторов. Нет сомнения в том, что он вырастет в одного из лучших наших поэтов. Думать так дает нам право молодая сила его дарования. 
Нальчик, 28-чи май 1972 г.
Къайсын Кулиев, поэт, лауреат  Ленинской премии       

    Подстрочники, которые представил Ольмезов, позволяют догады¬ваться о многом. И в первою очередь – о незаурядном таланте автора (я употребляю здесь именно это достаточно ответственное определе¬ние). Эти стихи хочется переводить – первый признак того, что в них кроется нечто, вызывающее встречное душевное движение. 
     Иную грань авторского дарования демонстрируют стихи для детей, Эти веселые миниатюры, начисто лишенные дидактического за¬нудства, построены на игровой, даже в подстрочниках ощутимой, осно¬ве, которая должна мгновенно схватываться ребенком...
     Восточная мудрость гласит, что перевод – это изнанка ковра. Во всяком случае, по "изнанке" стихов Ольмазова можно су¬дить, что сам ковер – ручной работы, и соткан при этом щедрой и  искусной рукой.
Игорь Волгин, поэт, доктор филологических наук,  
 лауреат премии  Правительства РФ
 Москва, 1985 г.

    М.Ольмезов – поэт оригинальный и самобытный. Он находится в расцвете творческих сил – это пора и жизненной, и творческой зрелости. Он художник ищущий, не останавливающийся на достигнутом, мастерство его будет совершенствоваться, так как его поэзию отличают верность прекрасным традициям прошлого, подлинный талант. 
Жанна Кулиева, 
кандидат филологических наук,
Нальчик, 2010

    Творческое наследие М. Ольмезова на редкость плодотворно и щедро. Перечисляя всё им написанное – получится внушительный список. Жанрово-тематический диапазон его произведений довольно широк: автор сумел проявить себя в поэзии, драматургии и детской литературе. Добрые, светлые, полные сердечной теплоты и искренних чувств, книги автора с большим энтузиазмом приняты и взрослым, и детским читателем. В истории балкарской литературы М. Ольмезов зарекомендовал себя, в первую очередь, как талантливый поэт.
Алена Сарашева,
доктор филологических наук

    Поэзии Мурадина Ольмезова в большей степени присуще «умение удивлять», Он удивляет, прежде всего, свободой – как мировидения, так и формой выражения. Такая свобода не имеет ничего общего с разнузданностью и вседозволенностью, но зиждется на незамысловатом показе самых простых вещей с детской пристальностью.
     «Дар поэта состоит в том, чтобы превращать обыденность в праздник» - таково творческое кредо Мурадина Ольмезова.  
Георгий Яропольский, 
 поэт, переводчик      

Характеризуя творчество М.Ольмезова (для детей, ред.) в целом, нам хотелось бы подчеркнуть, что уникальность таланта поэта – в умении создавать удивительные картины окружающего мира, увиденного под углом зрения ребенка, в способности не замыкаться в рамках этого мировосприятия, а быть впереди своего читателя, выступать в роли мудрого, тонкого и эмоционального посредника между двумя способами познания мира: детским взглядом на предметы и восприятием взрослого человека.
.
Зауризат Джанхотова,                                                                                           
кандидат филологических наук
Нальчик, 2012         

    Как много мы теряли бы, если бы не имели возможности прочесть стихи или прозу, написанные на языке, которого не знаем. К счастью, человечество придумало такую вещь, как перевод. Эта мысль часто приходит мне в голову, когда я читаю стихи балкарского поэта Мурадина Ольмезова. Насколько беднее, бледнее, обыденнее была бы моя жизнь, если бы я не познакомилась с его удивительными верлибрами — одновременно короткими и глубокими, простыми и изысканными, свободными и гармоничными. 
Лера Мурашова, поэт
Москва, 2014

    Март – месяц весеннего обновления, месяц, в котором родился Мурадин Ольмезов, подаривший родной литературе, а значит балкарскому народу, своё вдохновенное творчество. Оно заняло достойное место не только в иерархии лучших поэтических имен, но и вошло в историю национальной российской литературы как новая веха достижений художественного творчества, при этом став символом поступательного движения, которое демонстрировала литература от Кязима, Кайсына и других посвятивших своё перо на утверждение безусловного авторитета национальной культуры слова.
Светлана Моттаева, поэтесса,
Нальчик, 2019
Мурадин Ольмезов — автор 22 книг стихов, поэм и 12 пьес. Перевел на балкарский язык и издал отдельной книгой рубаи Омара Хайяма. Поэтические, прозаические и драматургические произведения Мурадина Ольмезова переводили Николай Старшинов, Яков Аким, Георгий Яропольский, Алексей Прокопьев и др.

## Награды
- Лауреат Государственной премии КБР в области литературы и искусства (2000)
- Участник Международного театрального фестиваля (Париж, 2003).
- Диплом за лучшую национальную пьесу «Тахир и Зухра», на II-м фестивале национальных театров Северного Кавказа «Сцена без границ» (Владикавказ, 2002)[1].
- Победитель конкурса «Eurodram 2014»[2].
- "Изнанка тишины" на фестивале театров Юга России признана лучшей пьесой 2017.

## Переводы
- Омар Хайям. Рубаи. На балкарском языке. Нальчик: Эльбрус, 2002.